# ソイルワーク
ソイルワーク（SOILWORK）は、スウェーデン出身のエクストリーム・メタルバンド。
創設者ビョーン "スピード" ストリッドを中心に活動し、メロデス等の分野から高い支持を得る。2000年代以降の、ヘヴィメタルのスタイルに大きな影響を与えた。

## 概要・略歴

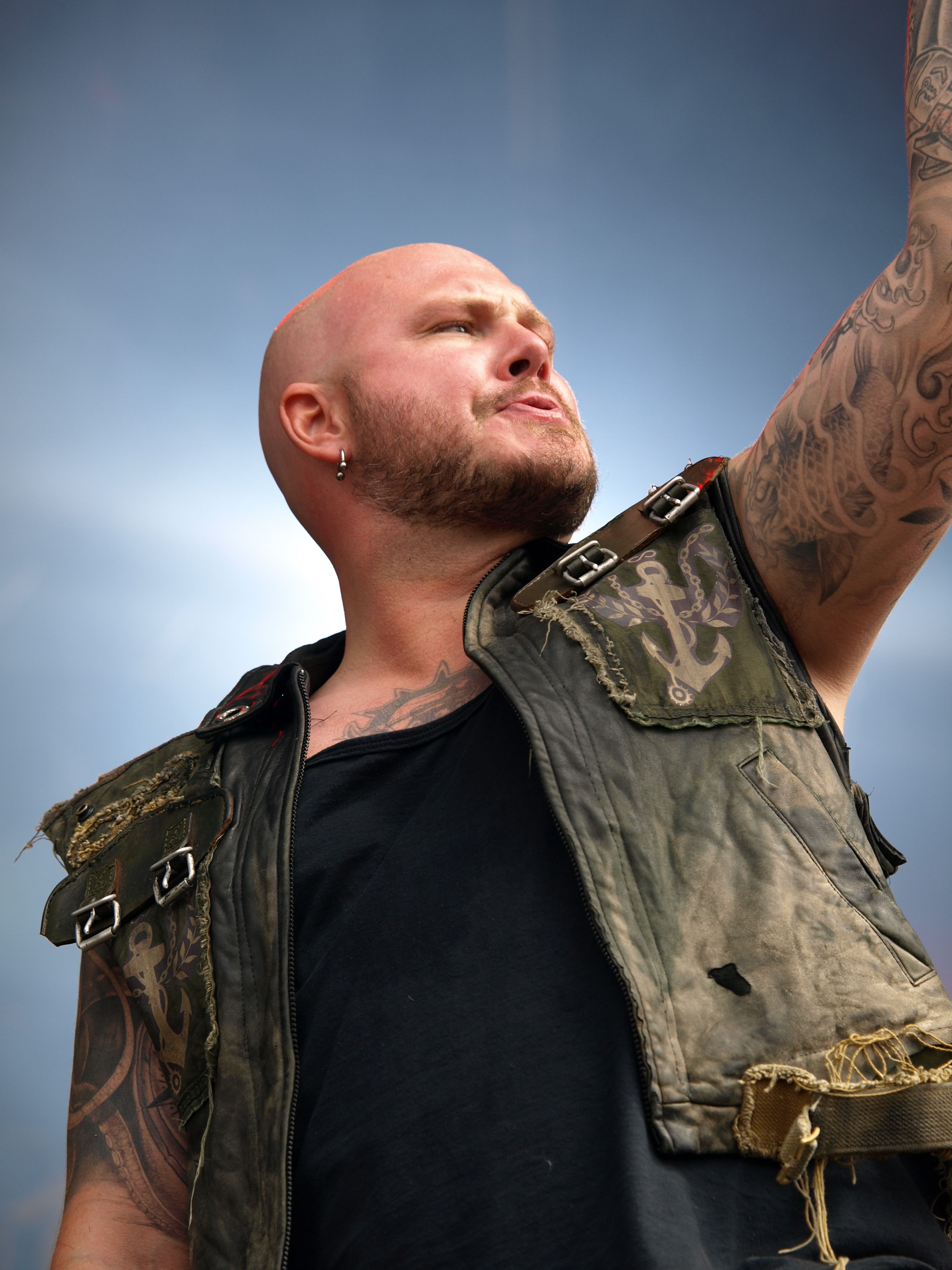
創始者ビョーン・ストリッド (2013年)

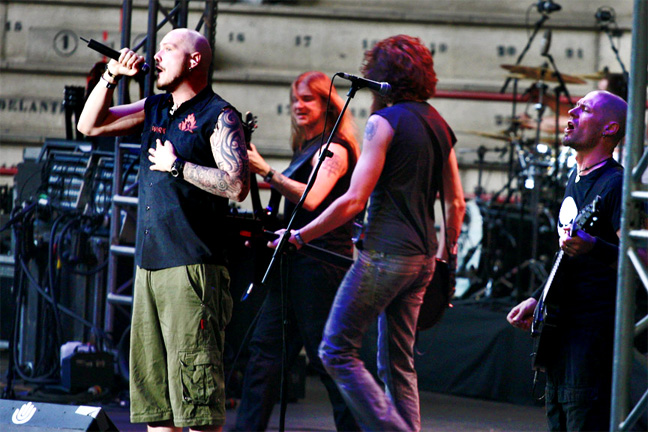
2007年のライブにて

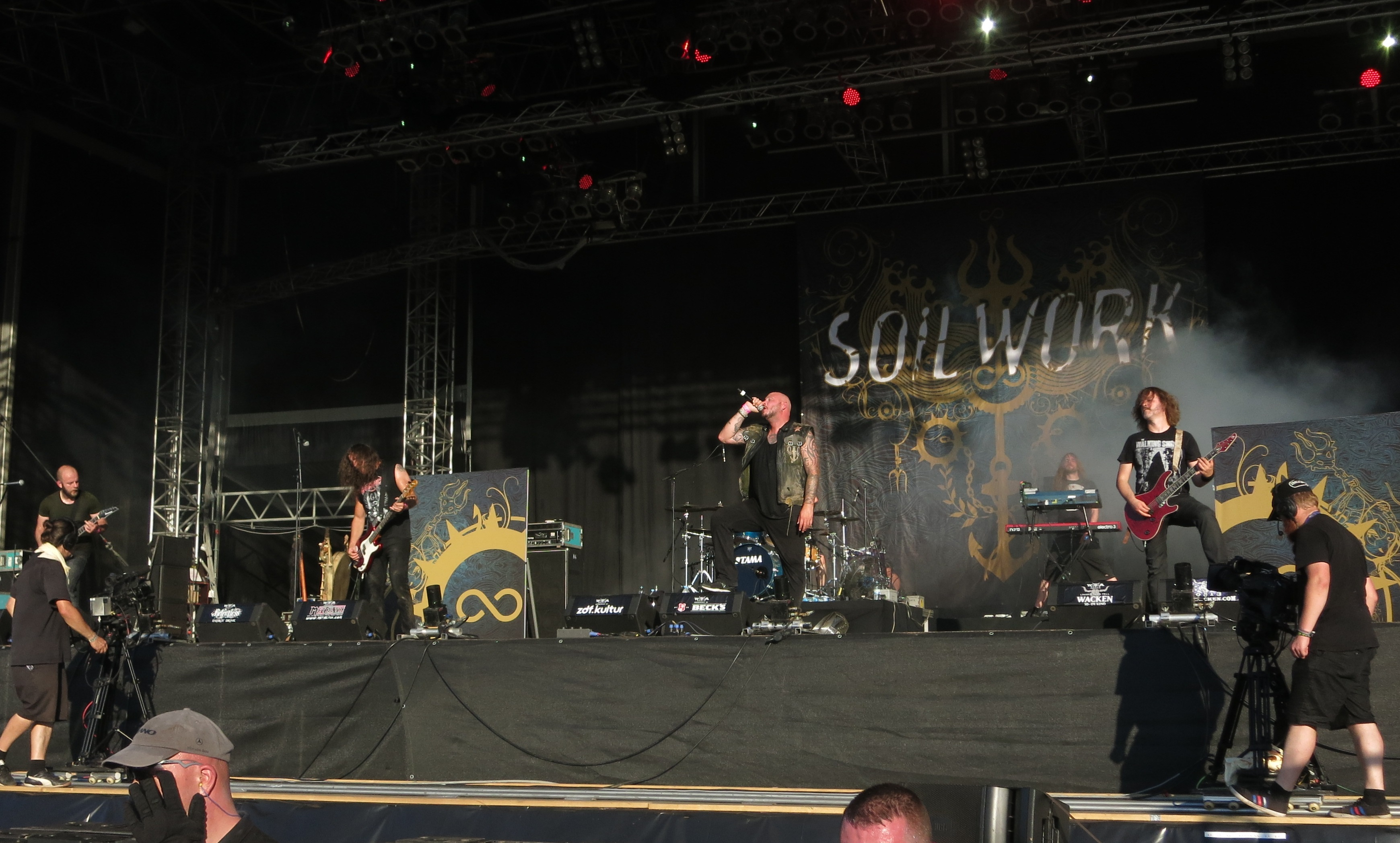
ドイツ・ヴァッケン公演 (2013年8月)

1995年、「インフェリアー・ブリード (INFERIOR BREED)」というバンド名で活動を開始し、1997年に現行へ改名する。
2ndアルバム『The Chainheart Machine』までは典型的なメロディック・デスメタルであったが、3rdアルバム以降はヘヴィロックの様なモダンな要素とメロディックなメロディー、サビを多分に取り入れていき一気にファンが急増した。これをボーカルのビョーン "スピード" ストリッドは、「歌唱パートを取り入れ、ライブの時にオーディエンスと共に合唱することによって、より一体感が得られるからだ」とした。
近年に至ってはデスメタルの要素は希薄になり、エクストリーム・メタルと表現されたりもする。このような激しい音楽性の変化のために賛否両論の声もあるが「イン・フレイムス」同様、メロデス界だけではなく様々なジャンルにおいて、若いバンドに多大な影響を与えているバンドである。2000年代中期はギタリストの変動が著しかった。
「ジューダス・プリースト」のロブ・ハルフォードをして『未来のメタル』と賞賛されたことがあり、カップリングツアーの話が出るほどの面識である。

## メンバー

### 現ラインナップ
- ビョーン "スピード" ストリッド (Björn "Speed" Strid) - ボーカル (1995- )
初期のダーケインに在籍していた。サイド・プロジェクトのテラー2000でも活動中。イタリアのメロディックデスメタルバンドのディサルモニア・ムンディにも参加している。 ニュークリア・ブラスト・オールスターズにも参加した。元妻は日本人怪談作家の宍戸レイ。
ネヴァーモアのヴォーカリストのウォーレル・デインが2008年4月25日にリリースしたソロアルバム、「Praises to the War Machine」のプロデューサーを務めたことがある。
- シルヴァン・コードレー (Sylvain Coudret) - ギター (2008- )
フランス出身。2008年9月18日に加入。フランスのデスメタルバンドスカーヴのギタリストとしても活動中。
- ラスムス・アーンボーン (Rasmus Ehrnborn) - ベース (2022- )
2019年よりライブサポートとして参加し、2022年1月に正式加入した。
- スヴェン・カールソン (Sven Karlsson) - キーボード (2001- )
エンブレイストでも活動していた。
- バスティアン・トゥスゴール (Bastian Thusgaard) - ドラムス (2016- )
デンマーク出身。ブラック・レーベルやドーン・オヴ・デマイズ、ジ・アーケイン・オーダー等でも活動している。

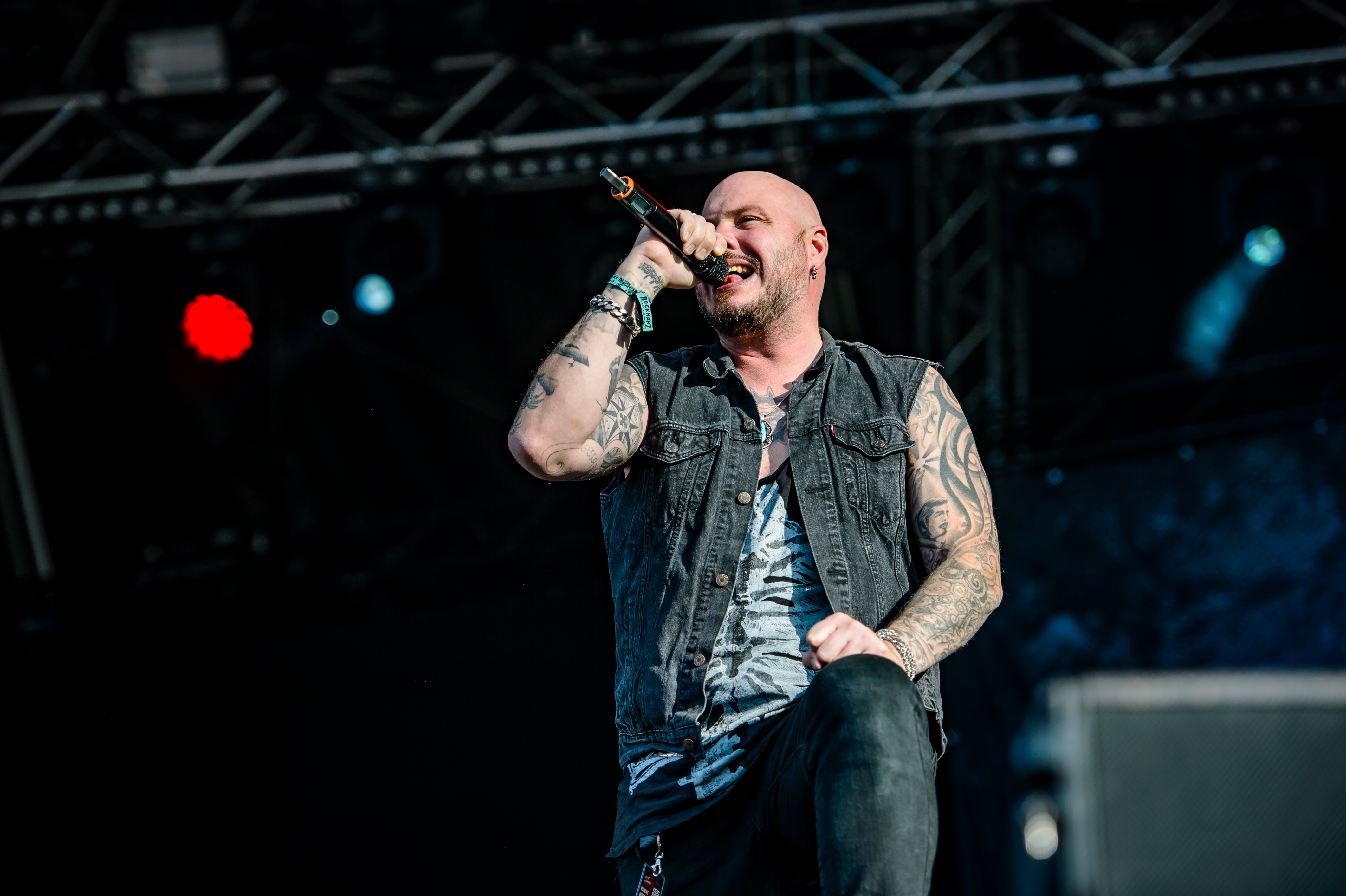
ビョーン "スピード" ストリッド(Vo) 2016年
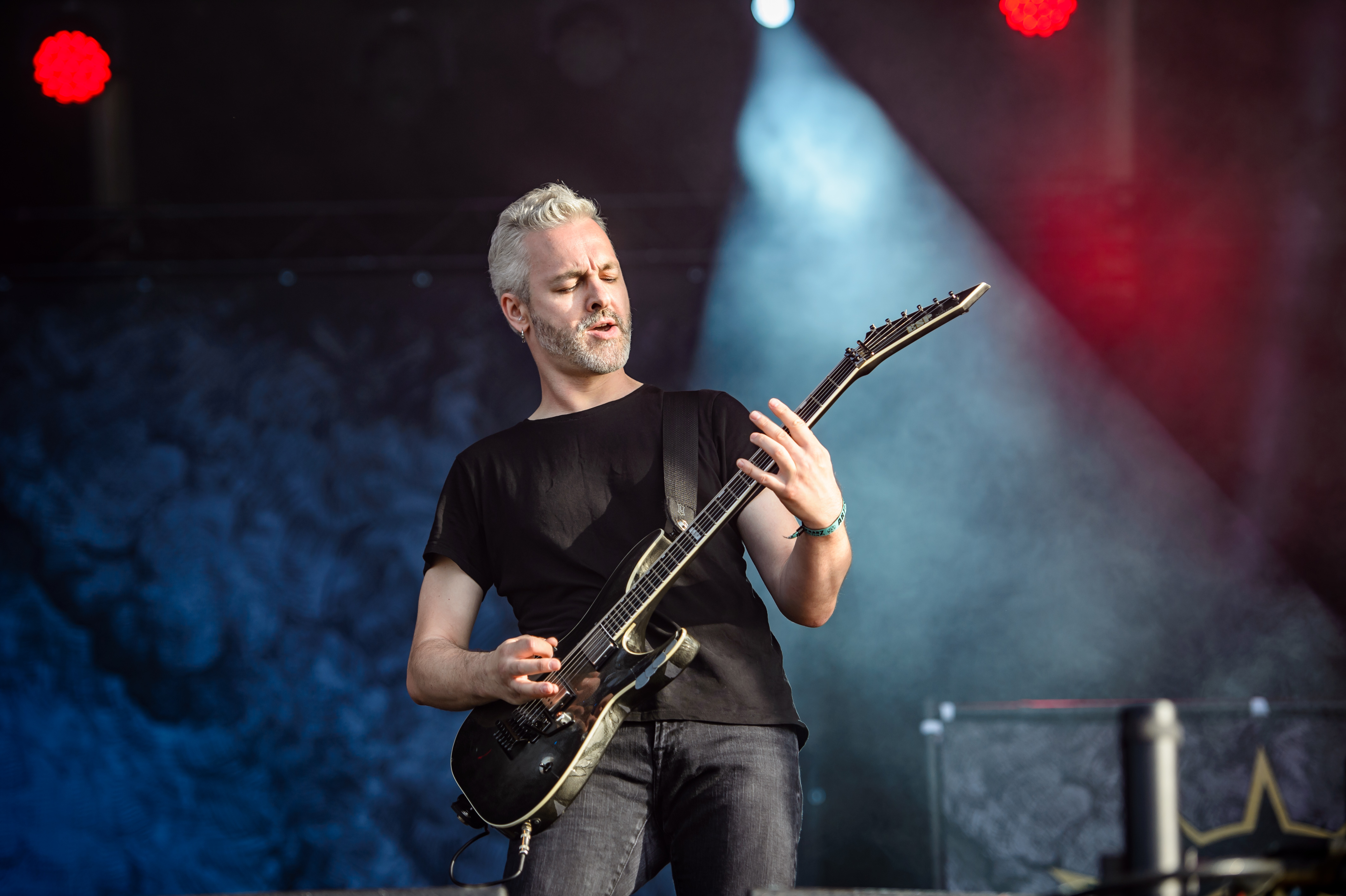
シルヴァン・コードレー(G) 2016年
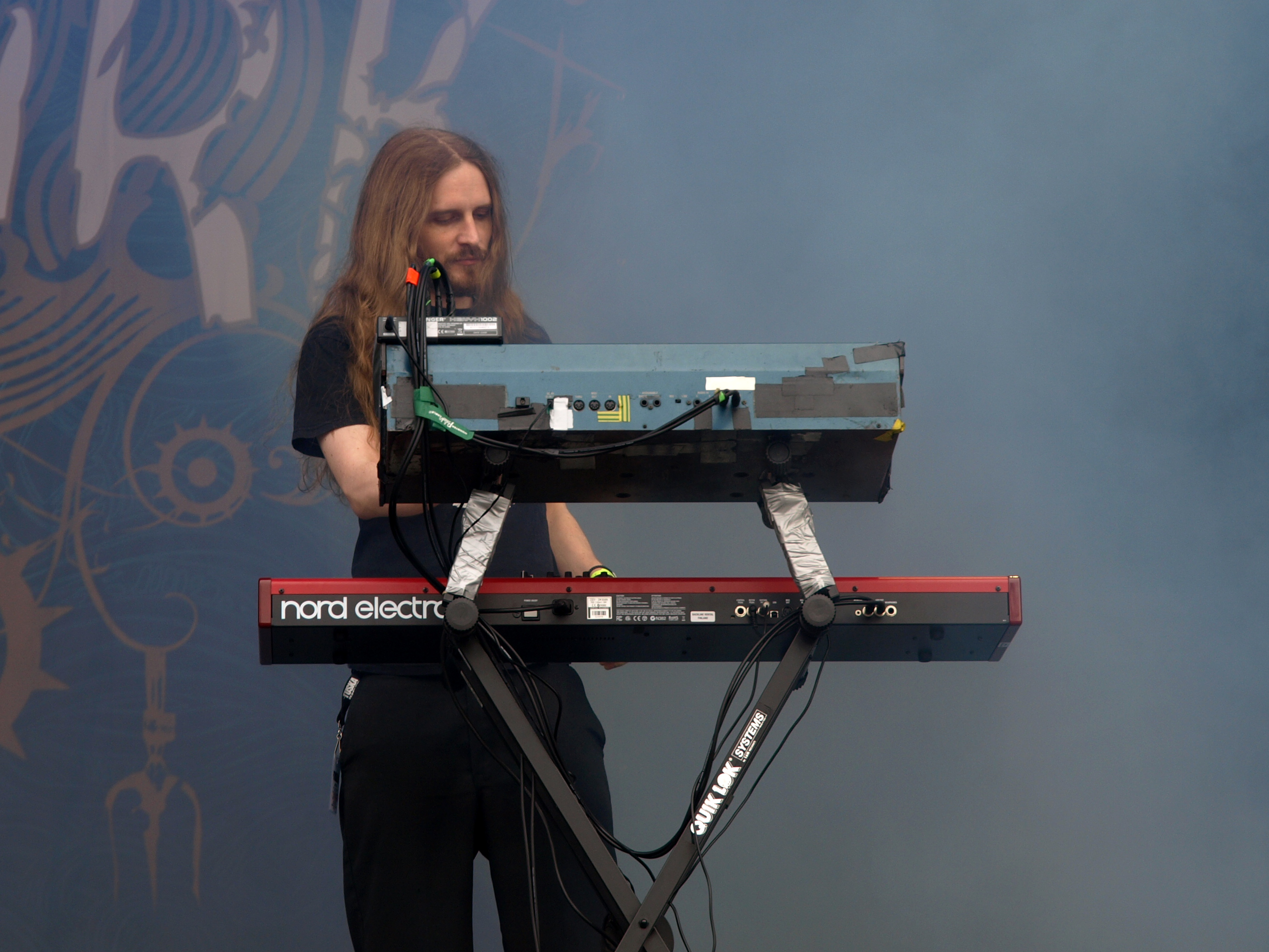
スヴェン・カールソン(Key) 2013年

### 旧メンバー
- ペーテル・ウィッチャーズ (Peter Wichers) - ギター (1995-2005, 2008-2012)
元メンバーのオーラ・フレニングは彼の叔父である。2005年に一度脱退するが、2008年9月に復帰する。そして2012年6月末に再脱退した[4]。ニュークリア・ブラスト・オールスターズのアルバム『Out of the Dark』では中心的な役割を担った。
- マティアス・ニルソン (Mattias Nilsson) - ギター (1995-1997)
ニュークリア・ブラスト・オールスターズに参加した。
- ラドヴィック・スヴァルツ (Ludvig Svartz) - ギター (1995-1998)
- オーラ・フレニング (Ola Frenning) - ギター (1997-2008)
ライヴツアーの疲れと音楽性の違いが理由で脱退した。
- ダニエル・アントンソン (Daniel Antonsson) - ギター (2006-2008)
ディメンション・ゼロ、Pathosでも活動中。ソイルワークには2006年にサポートとして加入し、2007年に正式加入。2008年9月18日に脱退し、その後はダーク・トランキュリティにベーシストとして加入した。
- ダーヴィド・アンデション (David Andersson) - ギター (2008，2012-2022)
2008年にダニエル・アントンソン脱退に伴い加入するも、ピーター・ウィッチャーズ復帰に伴い、同年中に脱退。2012年にピーター・ウィッチャーズが再脱退すると、代わって再加入した。
バンド在籍中の2022年9月14日に逝去[5]。バンドの発表の中では、死因は明らかにされていないが、酒と精神の問題を抱えていたことが示唆されている[5]。
- カール＝グスタフ・ドース (Carl-Gustav Döös) - ベース (1995-1997)
- オーラ・フリンク (Ola Flink) - ベース (1998-2015)[6]
キャパリソン社製のDellinger BASSを主に使用し、ピックで弾いている。
- マルクス・ウィボン (Markus Wibom) - ベース (2015-2016)
元々、ソイルワークのギター・テクニシャンだった。2018年5月半ばになって、2016年終わりに脱退していたことが発表された[7]。脱退の理由は、別の活動のためとだけ述べられている[7]。
- カルロス・デル・オルモ・ホルムベリ (Carlos Del Olmo Holmberg) - キーボード (1998-2001)
- ジミー・ペーション (Jimmy Persson) - ドラムス (1995-1997)
- ヘンリー・ランタ (Henry Ranta) - ドラムス (1998-2003)
サイド・プロジェクトのテラー2000でも活動していたが、現在は脱退している。ニュークリア・ブラスト・オールスターズにも参加した。
- リッカルド・エヴァンサンド (Richard Evensand) - ドラムス (2003-2004)
エボニー・ティアーズ、セリオン、Dog Faced Gods、Chimairaでも活動していた。現在は、デモノイドで活動中。
- ダーク・ヴェルビューレン (Dirk Verbeuren) - ドラムス (2005-2016)
ベルギー出身。ナグルファーやイイルクーン、スカーヴ、リザンクシアなど様々なバンドに参加(サポート含)している。ニュークリア・ブラスト・オールスターズにも参加した。2016年7月、メガデスに正式加入[8]。

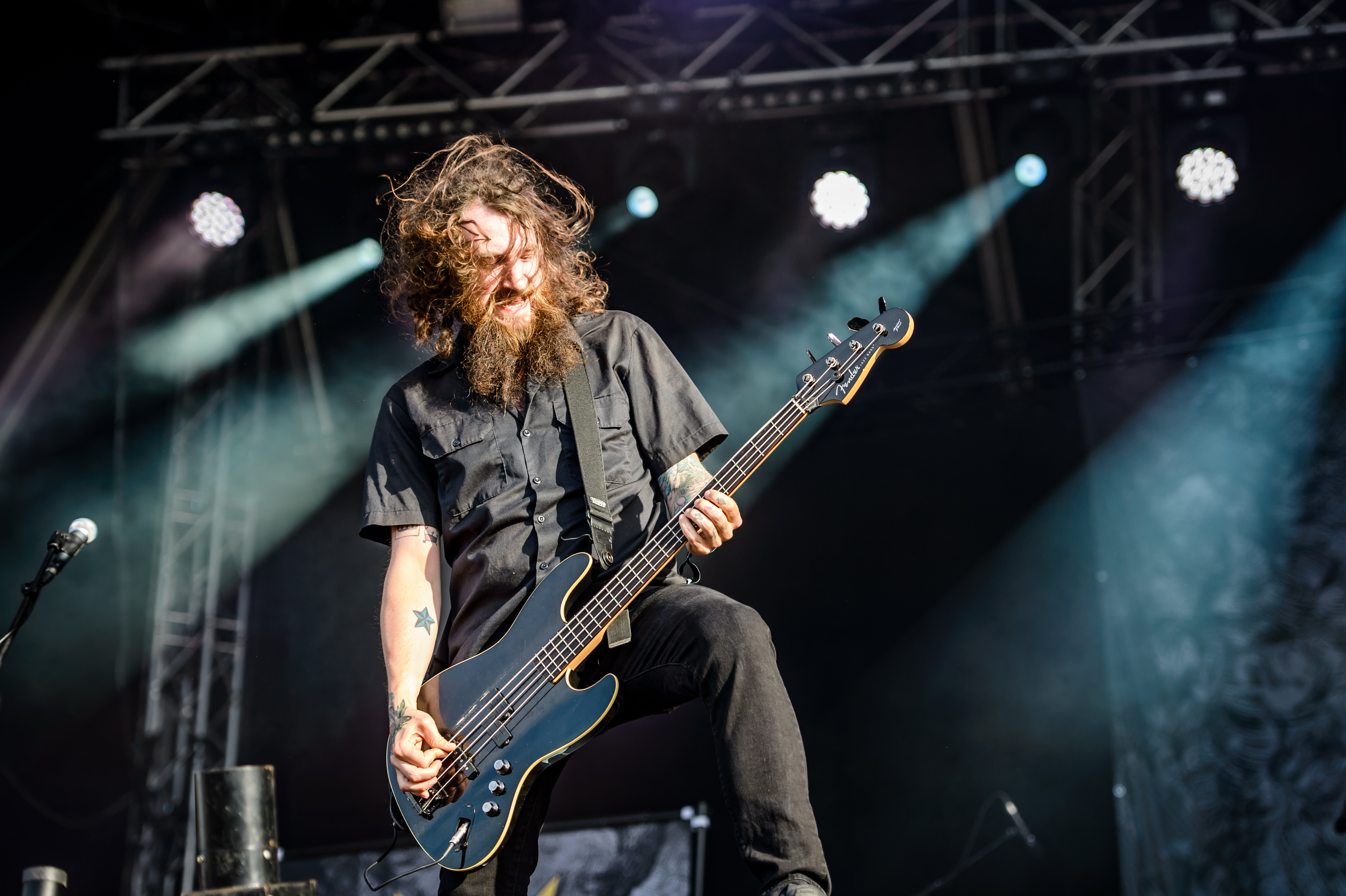
マルクス・ウィボン(B) 2016年
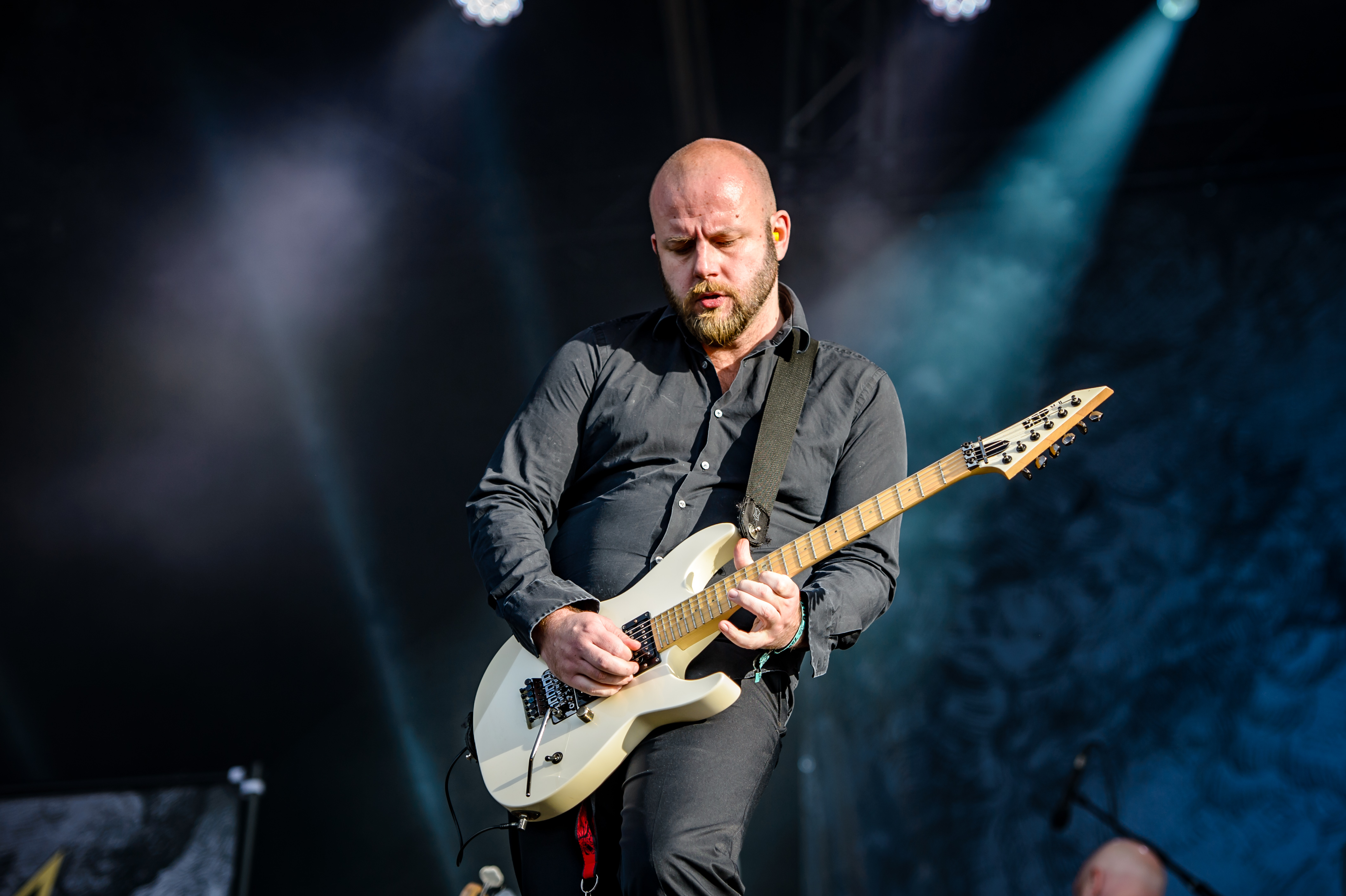
ダーヴィド・アンデション(G) 2016年

### ライヴサポート
- テイラー・ノードバーグ (Taylor Nordberg) - ベース (2017 - )

アメリカ合衆国出身。ジ・アブセンスなどで活動。

## ディスコグラフィ
オリジナル・アルバム
- 1998年 Steelbath Suicide
- 2000年 The Chainheart Machine
- 2001年 A Predator's Portrait
- 2002年 Natural Born Chaos
- 2003年 Figure Number Five
- 2005年 Stabbing the Drama
- 2007年 Sworn To A Great Divide
- 2010年 The Panic Broadcast
- 2013年 The Living Infinite[9]
- 2015年 The Ride Majestic[10]
- 2019年 現実/ヴァルケヒエッテン - Verkligheten
- 2022年 Övergivenheten

ライブ・アルバム
- 2015年 Live in the Heart of Helsinki[11]

コンピレーション
- 2010年 The Sledgehammer Files: The Best of Soilwork 1998–2008
- 2016年 Death Resonance

## 来日公演
- 1999年
- 2001年
- 2002年 7月
- 2002年
- 2003年
- 2008年 5月21日　渋谷O-East　5月22日  大阪Big Cat
- 2014年 LOUD PARK 14
- 2016年